# All Star Game maschile di pallavolo 1998
L'All Star Game maschile di pallavolo 1998 fu la 8ª edizione della manifestazione organizzata dalla FIPAV.

## Regolamento
Alla manifestazione presero parte due squadre, la Nazionale Italiana e la Nazionale Russa.
Vennero disputate tre partite in tre sedi diverse. Le gare si svolsero rispettivamente a Bergamo, Reggio Emilia e Pavia.